# ロサンゼルス郡都市圏交通局C線
ロサンゼルス郡都市圏交通局C線（C Line）は、アメリカ合衆国カリフォルニア州ロサンゼルス郡を走るライトレールである。ラインカラーは「グリーン」。

## 概要
C線は、1995年8月12日に開業したLRT路線で、32キロメートルの距離に14の駅を持ち、ノーウォークからロサンゼルス国際空港付近のエルセグンドを経てレドンドビーチまでロサンゼルス南部を東西に横断する。ほぼ全線高架線であり、アヴィエーション/ラックス駅以東では、州間高速道路105号線の中央部を走る。
アビエーション/ラックス駅でLAXシャトル（無料連絡バス）に乗り換えてロサンゼルス国際空港へのアクセスに利用できるが、より空港近くのLAX/メトロトランジットセンター駅へ乗り入れ、同駅から空港内の自動運転シャトル（APM）で空港へアクセスできるようにする工事が進められている。

## 沿線風景
Cラインの路線は全ルートが立体交差しており、線路はセンチュリー・フリーウェイ（I-105）の中央分離帯に沿って高架橋上を走っている。この路線は西のレドンドビーチ駅から始まり、エルセグンドを通ってほぼ北に向かう。アビエーション/LAX駅では、ロサンゼルス国際空港まで無料で運行しているLAXシャトルルートMなど、さまざまな運行会社のバス路線に乗り換えが可能となっている。ここからCラインはセンチュリー・フリーウェイの中央分離帯を東に向かい、ハーバー・フリーウェイ駅でJラインのBRTに接続する。その後、ウィローブルック/ローザパークス駅（ライトレールAラインへの乗り換え駅）まで向かう。最後に、この路線はサンガブリエルリバーフリーウェイ（I-605）のすぐ東にあるノーウォークのノーウォーク駅で終点となる。ウィローブルック/ローザ パークス駅の非営業用連絡線により、列車は点検などの回送列車向けにAラインに転戦することが可能になっている。
乗客は、ハーバー フリーウェイ駅でバス ラピッド トランジット J ライン、ウィローブルック/ローザ パークス駅でライト レール A ライン、またはノーウォーク駅でメトロ バスエクスプレス ルート460に乗り換えて、ロサンゼルスのダウンタウンに行くことが可能になっている。ユニオン駅、ペリス、オーシャンサイド、およびオレンジ カウンティとリバーサイド カウンティの他の都市を経由してロサンゼルスのダウンタウンに向かうメトロリンクの列車は、Cからノーウォーク トランジットルート 4に乗り換えてノーウォーク/サンタフェ スプリングス駅で下車することで利用できる。

## 運行形態
Cラインの運行時間は毎日午前4時から深夜24時30分までとなっている。列車は概ね10分間隔で運行しているが、夜間および週末の早朝は20分間隔となる。
| 時間帯 | 4時 - 7時 | 8時 - 18時 | 19時  | 20時 - 24時 |
| ------ | --------- | ---------- | ----- | ----------- |
| 平日   | 10        | 10         | 10-20 | 20          |
| 土休日 | 20        | 10         | 10-20 | 20          |

### 速度
C ラインは、ロサンゼルス メトロ レール ネットワークで最速のライトレール路線となっている。これは、Aラインなどの他の路線のような併用軌道区間がなく、州間高速道路105号線の中央分離帯を走るため、ルートのほとんどで最高時速 65 マイル (105 km/h) で運行できるためである。完全に踏切がなく、比較的長い駅間隔、および直線主体の線形が特徴となっている。
Cラインは19.5マイル（31.4km）を34分で走行し、平均時速34.4マイル（55.4km/h）となっている。これはAラインよりも43％速く、Eラインよりも81％速い。

## 車両

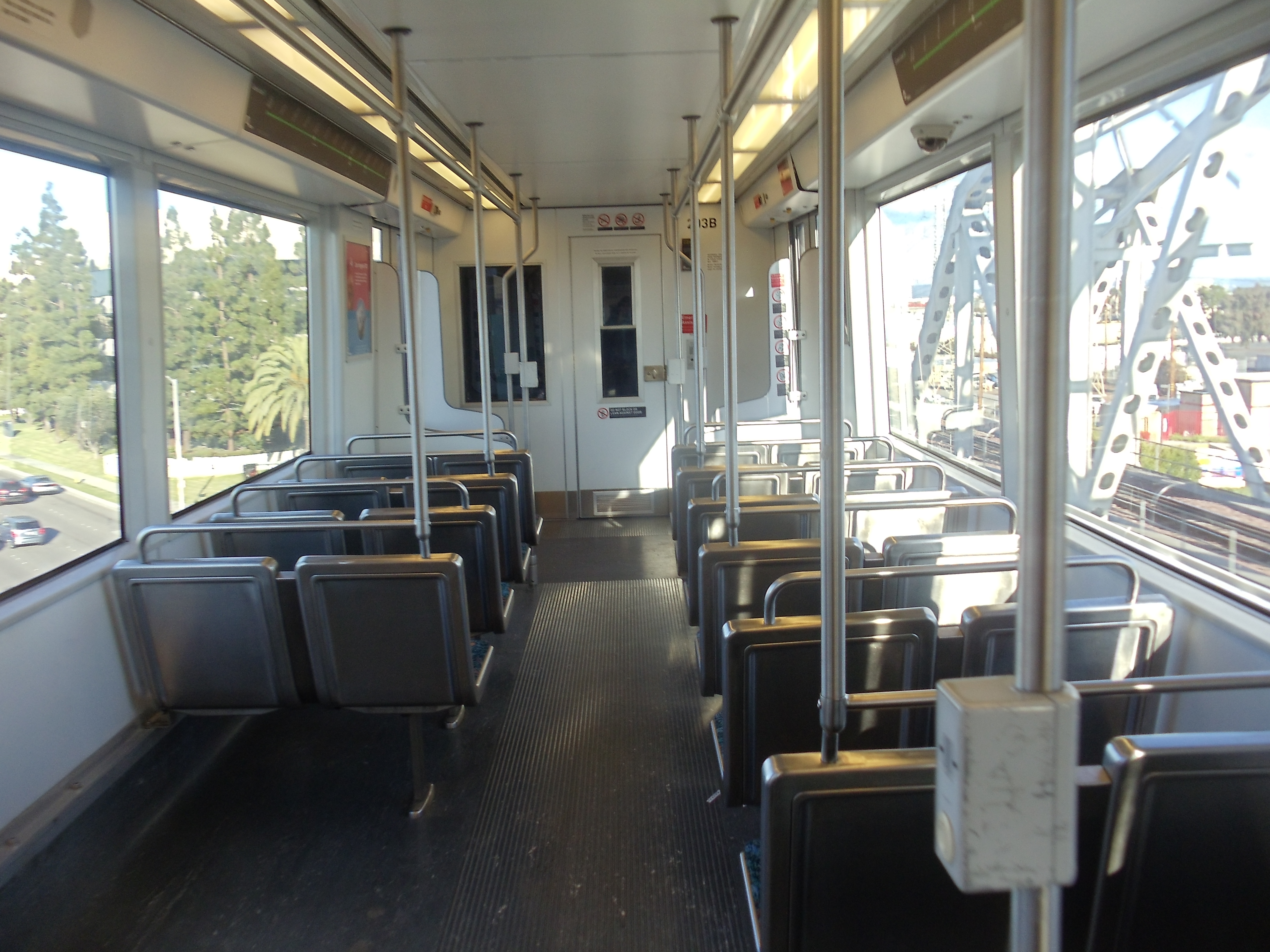
現在の電車(P2000形)の車内

グリーンラインが開業した当初は、A線に導入されたP865形とほぼ同型の日本車輌製造製P2020形電車が用いられていた。
2000年、それらの車輌はA線に転用され、かわってシーメンス製のP2000形が新製投入される。以来、現在まで継続して運用されている。また、近畿車輛製のP2000形も使用されている。
いずれも一部の駅のホーム有効長が短いので併結は2両編成までに制限されている。

## 将来
完成したKラインを他の区間と接続する運行形態について長年検討が重ねられてきた。そのすべての案において、既存のCラインとの線路と車両基地の共有が含まれていた。初期の提案では、既存のCラインと新しい区間を接続するY字型の3方向すべてに列車を通す予定だったが、これはポイントの切り替え部分に過度の摩耗を引き起こすため、交通局によって拒否された。
サービスパターンをめぐる議論は、最終的なパターンは乗客のニーズ、運営上のニーズ、および交通局の役員会メンバーの政治的支持基盤のバランスを取る必要があったため、論争を巻き起こした
2018年、当時は年内に路線が開通する予定だったが、交通局の役員会は、エクスポ/クレンショーとノーウォーク駅の間を1本の路線で運行するという勧告を却下した。レドンドビーチ地区の乗客はロサンゼルス国際空港地区へのシャトル列車を利用したうえで、東または北へ進むには別の列車に乗り換える必要があった。代わりに、役員会メンバーは、エクスポからノーウォークまでの列車と、レドンドビーチとウィローブルック/ローザパークス駅を結ぶ別の列車を組み合わせ、A線とJ線に乗り換えられるようにするダイヤの1年間の試験運用を承認した。承認された計画では運営費が高くなるが、役員会メンバーはサウスベイの住民にとって乗り換えの機会が増えると主張した。
工事の遅延が続いたため、2022年に計画の再評価が行われた。交通局では、2023年にCラインへの接続が開通する前に、運用計画の再編を目的とする広報活動を行った。2023年3月、交通局は上図の案2を推奨すると示した。これは、K線がエクスポ/クレンショーからレドンドビーチまで南北に走り、C線がノーウォークからLAX/メトロトランジットセンター駅まで走るというものである。2023年6月22日、メトロの取締役会は、スタッフの推奨と世論に基づいて案2の実施を正式に承認した。

### プラットホームの延伸
Cラインのほとんどの駅は3両編成の列車を停車できるように建設されたが、州間高速道路105号線の西側に建設された駅は2両限界で建設された。輸送力を増やすために、メトロはアビエーション/インペリアル、マリポサ、エルセグンド、ダグラス、レドンドビーチの各駅のプラットホームを延長する計画である。この計画では、変電所を追加し、架線と枕木を交換する予定である。2023年4月、州は交通局へこの計画に対して9500万ドルの予算を計上したが、その費用は1億4100万ドルと見込まれている。このプロジェクト2028年夏季オリンピックに間に合うように完了する予定である。

## 駅

### 本線
| 駅名                        | 英語名           | 乗り換え                                      | 開業日        |
| --------------------------- | ---------------- | --------------------------------------------- | ------------- |
| ノーウォーク駅              | Norwalk          |                                               | 1995年8月12日 |
| レイクウッドブルバード駅    | Lakewood Bl      |                                               | 1995年8月12日 |
| ロングビーチブルバード駅    | Long Beach Bl    |                                               | 1995年8月12日 |
| ウィローブルック駅          | Willowbrook      | A線                                           | 1995年8月12日 |
| アバロン駅                  | Avalon           |                                               | 1995年8月12日 |
| ハーバーフリーウェイ駅      | Harbor Freeway   | ハーバートランシットウェイ (シルバーライン他) | 1995年8月12日 |
| バーモント/アセンズ駅       | Vermont/Athens   |                                               | 1995年8月12日 |
| クレンショー駅              | Crenshaw         |                                               | 1995年8月12日 |
| ホーソーン/レノックス駅     | Hawthorne/Lennox |                                               | 1995年8月12日 |
| アヴィエーション/ラックス駅 | Aviation/LAX     | LAXシャトル サンタモニカビッグブルーバス      | 1995年8月12日 |
| 分岐点                      |                  |                                               |               |
| マリポーサ駅                | Mariposa         |                                               | 1995年8月12日 |
| エル・セグンド駅            | El Segundo       |                                               | 1995年8月12日 |
| ダグラス駅                  | Douglas          |                                               | 1995年8月12日 |
| レドンドビーチ駅            | Redondo Beach    |                                               | 1995年8月12日 |

### 分岐線
| 駅名                             | 英語名                   | 乗り換え                                 | 開業日               |
| -------------------------------- | ------------------------ | ---------------------------------------- | -------------------- |
| （分岐点）                       |                          |                                          |                      |
| アビエーション/センチュリー駅    | Aviation/Century         |                                          |                      |
| LAX/メトロトランジットセンター駅 | LAX/Metro Transit Center | K線 en:LAX Automated People Mover (2025) | 2025年に併用開始予定 |